# Даг Джарвіс
Даг Джарвіс (англ. Doug Jarvis, нар. 24 березня 1955, Брантфорд) — колишній канадський хокеїст, що грав на позиції центрального нападника. Грав за збірну команду Канади.
Володар Кубка Стенлі. Провів понад тисячу матчів у Національній хокейній лізі.
Даг є двоюрідним братом іншого хокеїста Веса Джарвіса.

## Ігрова кар'єра
Хокейну кар'єру розпочав 1972 року в ОХА.
1975 року був обраний на драфті НХЛ під 24-м загальним номером командою «Торонто Мейпл-Ліфс». 
Протягом професійної клубної ігрової кар'єри, що тривала 14 років, захищав кольори команд «Бінгемтон Вейлерс», «Гартфорд Вейлерс», «Вашингтон Кепіталс» та «Монреаль Канадієнс».
Загалом провів 1069 матчів у НХЛ, включаючи 105 ігор плей-оф Кубка Стенлі.
Був гравцем молодіжної збірної Канади, у складі якої брав участь у 5 іграх. Виступав за національну збірну Канади.

## Тренерська робота
Працював асистентом головного тренера в клубах НХЛ «Бостон Брюїнс», «Даллас Старс», «Міннесота Норт-Старс» та «Монреаль Канадієнс».

## Нагороди та досягнення
- Приз Франка Селке — 1984.
- Приз Білла Мастерсона — 1987.

## Статистика

### Клубні виступи
| Сезон        | Клуб                 | Ліга         | Регулярний сезон | Регулярний сезон | Регулярний сезон | Регулярний сезон | Регулярний сезон | Плей-оф | Плей-оф | Плей-оф | Плей-оф | Плей-оф |
| Сезон        | Клуб                 | Ліга         | І                | Г                | П                | О                | ШХ               | І       | Г       | П       | О       | ШХ      |
| ------------ | -------------------- | ------------ | ---------------- | ---------------- | ---------------- | ---------------- | ---------------- | ------- | ------- | ------- | ------- | ------- |
| 1972–73      | «Пітерборо Пітс»     | ОХА          | 63               | 20               | 49               | 69               | 14               | —       | —       | —       | —       | —       |
| 1973–74      | «Пітерборо Пітс»     | ОХА          | 70               | 31               | 53               | 84               | 27               | —       | —       | —       | —       | —       |
| 1974–75      | «Пітерборо Пітс»     | ОХА          | 69               | 45               | 88               | 133              | 39               | 11      | 4       | 11      | 15      | 8       |
| 1975–76      | «Монреаль Канадієнс» | НХЛ          | 80               | 5                | 30               | 35               | 16               | 13      | 2       | 1       | 3       | 2       |
| 1976–77      | «Монреаль Канадієнс» | НХЛ          | 80               | 16               | 22               | 38               | 14               | 14      | 0       | 7       | 7       | 2       |
| 1977–78      | «Монреаль Канадієнс» | НХЛ          | 80               | 11               | 28               | 39               | 23               | 15      | 3       | 5       | 8       | 12      |
| 1978–79      | «Монреаль Канадієнс» | НХЛ          | 80               | 10               | 13               | 23               | 16               | 12      | 1       | 3       | 4       | 4       |
| 1979–80      | «Монреаль Канадієнс» | НХЛ          | 80               | 13               | 11               | 24               | 28               | 10      | 4       | 4       | 8       | 2       |
| 1980–81      | «Монреаль Канадієнс» | НХЛ          | 80               | 16               | 22               | 38               | 34               | 3       | 0       | 0       | 0       | 0       |
| 1981–82      | «Монреаль Канадієнс» | НХЛ          | 80               | 20               | 28               | 48               | 20               | 5       | 1       | 0       | 1       | 4       |
| 1982–83      | «Вашингтон Кепіталс» | НХЛ          | 80               | 8                | 22               | 30               | 10               | 4       | 0       | 1       | 1       | 0       |
| 1983–84      | «Вашингтон Кепіталс» | НХЛ          | 80               | 13               | 29               | 42               | 12               | 8       | 2       | 3       | 5       | 6       |
| 1984–85      | «Вашингтон Кепіталс» | НХЛ          | 80               | 9                | 28               | 37               | 32               | 5       | 1       | 0       | 1       | 2       |
| 1985–86      | «Вашингтон Кепіталс» | НХЛ          | 25               | 1                | 2                | 3                | 16               | —       | —       | —       | —       | —       |
| 1985–86      | «Гартфорд Вейлерс»   | НХЛ          | 57               | 8                | 16               | 24               | 20               | 10      | 0       | 3       | 3       | 4       |
| 1986–87      | «Гартфорд Вейлерс»   | НХЛ          | 80               | 9                | 13               | 22               | 20               | 6       | 0       | 0       | 0       | 4       |
| 1987–88      | «Гартфорд Вейлерс»   | НХЛ          | 2                | 0                | 0                | 0                | 2                | —       | —       | —       | —       | —       |
| 1987–88      | «Бінгемтон Вейлерс»  | АХЛ          | 24               | 5                | 4                | 9                | 4                | —       | —       | —       | —       | —       |
| Усього в НХЛ | Усього в НХЛ         | Усього в НХЛ | 964              | 139              | 264              | 403              | 263              | 105     | 14      | 27      | 41      | 42      |

### Збірна
| Рік              | Команда          | Турнір           |   | І | Г | П | О | ШХ |
| ---------------- | ---------------- | ---------------- | - | - | - | - | - | -- |
| 1974             | Канада           | МЧС              | 5 | 4 | 1 | 5 | 2 |    |
| Молодіжна збірна | Молодіжна збірна | Молодіжна збірна | 5 | 4 | 1 | 5 | 2 |    |